# THE MUSIC DAY
《THE MUSIC DAY》是日本電視台於2013年開始每年在7月上旬採現場直播的大型音樂活動。

## 播出資訊
| 日期           | 時間（UTC+9）                              | 會場               |
| -------------- | ------------------------------------------ | ------------------ |
| 2013年07月06日 | 10:30 - 22:24 中間休息55分鐘（約635分鐘）  | 幕張展覽館         |
| 2014年07月12日 | 12:00 - 21:54 中間休息20分鐘 （約634分鐘） | 幕張展覽館         |
| 2015年07月04日 | 12:00 - 22:54 中間休息20分鐘 （約634分鐘） | 幕張展覽館         |
| 2016年07月02日 | 12:00 - 22:54 中間休息20分鐘 （約634分鐘） | 幕張展覽館         |
| 2017年07月01日 | 13:00 - 22:54 中間休息20分鐘 （約574分鐘） | 幕張展覽館         |
| 2018年07月07日 | 12:00 - 21:54 中間休息20分鐘 （約634分鐘） | 幕張展覽館         |
| 2019年07月06日 | 13:30 - 21:54 中間休息20分鐘 （約544分鐘） | 幕張展覽館         |
| 2020年09月12日 | 14:55 - 22:54 中間休息20分鐘 （約460分鐘） | 幕張展覽館         |
| 2021年07月03日 | 15:00 - 22:54 中間休息20分鐘 （約454分鐘） | 日本電視台麴町分室 |
| 2022年07月02日 | 15:00 - 22:54 中間休息20分鐘 （約454分鐘） | 幕張展覽館         |
| 2023年07月01日 | 15:00 - 22:54 中間休息20分鐘 （約454分鐘） | 幕張展覽館         |

## 出演人員

### 主持、流程
| 日期           | 總主持 | 主持、流程 | 主持、流程 |
| -------------- | ------ | ---------- | ---------- |
| 2013年07月06日 | 櫻井翔 | 羽鳥慎一   | 徳島えりか |
| 2014年07月12日 | 櫻井翔 | 羽鳥慎一   | 徳島えりか |
| 2015年07月04日 | 櫻井翔 | 羽鳥慎一   | 徳島えりか |
| 2016年07月02日 | 櫻井翔 | 羽鳥慎一   | 徳島えりか |
| 2017年07月01日 | 櫻井翔 | 羽鳥慎一   | 徳島えりか |
| 2018年07月07日 | 櫻井翔 | 羽鳥慎一   | 徳島えりか |
| 2019年07月06日 | 櫻井翔 | 羽鳥慎一   | 水卜麻美   |
| 2020年09月12日 | 櫻井翔 | 羽鳥慎一   | 水卜麻美   |
| 2021年07月03日 | 櫻井翔 | 羽鳥慎一   | 水卜麻美   |
| 2022年07月02日 | 櫻井翔 | 羽鳥慎一   | 水卜麻美   |
| 2023年07月01日 | 櫻井翔 | 羽鳥慎一   | 水卜麻美   |

## 關聯項目
- Best Artist
- Premium Music
- 24小時電視 「愛心救地球」

## 外部連結
- THE MUSIC DAY （页面存档备份，存于）（日語）－官方網站
- THE MUSIC DAY （页面存档备份，存于）（日語）－Twitter
- THE MUSIC DAY （页面存档备份，存于）（日語）－Instagram